# Cơ quan Đại diện Thương mại Hoa Kỳ

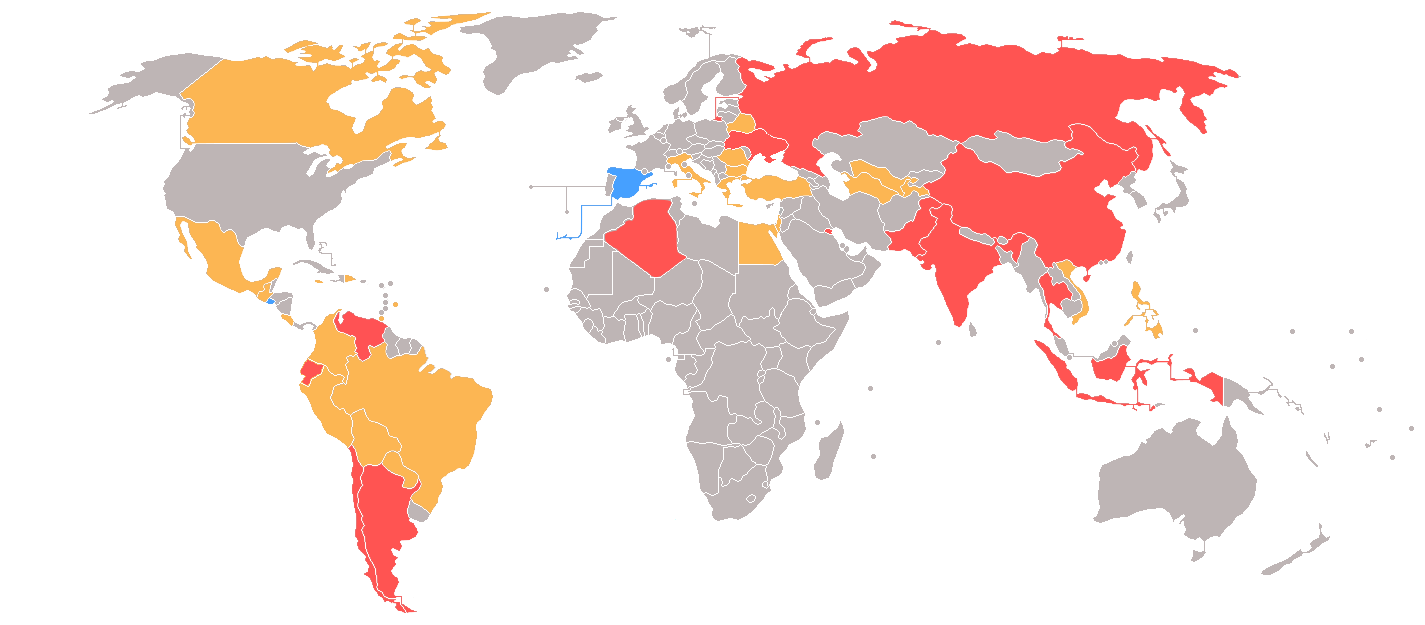
Priority Foreign Country
Priority Watch List
Watch List
Section 306 Monitoring
Out-of-Cycle Review/Status Pending

Cơ quan Đại diện Thương mại Hoa Kỳ (USTR) là cơ quan chính phủ Hoa Kỳ chịu trách nhiệm xây dựng và đề xuất chính sách thương mại của Hoa Kỳ cho Tổng thống Hoa Kỳ, tiến hành các cuộc đàm phán thương mại ở các cấp song phương và đa phương, và điều phối chính sách thương mại trong chính phủ thông qua Ủy ban Nhân viên Chính sách Thương mại liên ngành (TPSC) và Nhóm Đánh giá Chính sách Thương mại (TPRG).
Được thành lập với tên Văn phòng Đại diện Thương mại Đặc biệt (STR) theo Đạo luật Mở rộng Thương mại năm 1962, USTR là một phần của Văn phòng Điều hành của Tổng thống. Với hơn 200 nhân viên, USTR có văn phòng tại Geneva, Thụy Sĩ và Brussels, Bỉ. Đại diện thương mại hiện tại của Hoa Kỳ là Đại sứ Robert E. Lighthizer, người được Tổng thống đắc cử Donald J. Trump công bố vào ngày 3 tháng 1 năm 2017. Lighthizer đã được Thượng viện xác nhận vào ngày 11 tháng 5 năm 2017, bằng một cuộc bỏ phiếu 82–14.

## Tổ chức

### Người đứng đầu
Người đứng đầu văn phòng giữ chức danh Đại diện Thương mại Hoa Kỳ (USTR), là một vị trí Nội các, mặc dù không phải về mặt kỹ thuật trong Nội các, như trường hợp với các trưởng văn phòng không phải của Cục Hoa Kỳ mà là các văn phòng chứa trong Văn phòng điều hành của Tổng thống. Để điền vào các bài viết, Tổng thống đề cử một người cho vị trí này, và việc bổ nhiệm sau đó được chấp thuận hoặc từ chối bởi một đa số đơn giản của Thượng viện. Đại diện Thương mại Hoa Kỳ và Phó Đại diện Thương mại Hoa Kỳ (DUSTR) mang danh hiệu Đại sứ.
Michael Froman từng là Đại diện Thương mại Hoa Kỳ cho đến năm 2017, với Michael Punke và Robert Holleyman là Phó Đại diện Thương mại Hoa Kỳ. Đại sứ Punke cũng đồng thời là Đại sứ Hoa Kỳ tại Tổ chức Thương mại Thế giới (WTO).
Vào ngày 2 tháng 5 năm 2013, Tổng thống Obama đã đề cử Michael Froman kế nhiệm Đại sứ Ron Kirk với tư cách Đại diện Thương mại Hoa Kỳ. Thượng viện đã xác nhận Froman vào ngày 19 tháng 6 năm 2013, và ông đã tuyên thệ nhậm chức vào ngày 21 tháng 6 năm 2013.

### Văn phòng WTO và các vấn đề đa phương
USTR tham gia vào Tổ chức Thương mại Thế giới, hiện đang trong Vòng phát triển Doha. Điều này được quản lý một phần bởi Văn phòng USTR về WTO và các vấn đề đa phương (WAMA). Các thỏa thuận liên quan của WTO bao gồm Hiệp định về các khía cạnh liên quan đến thương mại của quyền sở hữu trí tuệ (TRIPS) và Hệ thống ưu đãi tổng quát.